# Klaus Dinger
Klaus Dinger (24 de març de 1946 a Alemanya - 20 de març de 2008) va ser un músic multi-instrumentista i compositor de rock experimental. És conegut per haver format part d'algunes de les bandes més importants de l'escena krautrock, com Kraftwerk, Neu! i La Düsseldorf, entre d'altres. Dinger és conegut per ser considerat inventor del ritme "motorik". També es va encarregar de l'art de les cobertes dels àlbums de Neu! i La Düsseldorf.

## Biografia
Dinger va començar la seva carrera com bateria de grups alemanys influïts pel rock dels anys 60. A principis dels anys 70 es va unir a Kraftwerk, i participaria en l'àlbum debut del grup. El 1971 va abandonar el grup juntament amb Michael Rother (després de diverses actuacions) per diferències amb Florian Schneider. Immediatament, Rother i Dinger van formar Neu! i al costat del productor Conny Plank van gravar Neu!, que va ser llançat el 1972. Neu! gravaria tres àlbums fins a la seva separació el 1975. Un dels motius que van ajudar a la separació va ser la diferència de les personalitats i la diferent visió de Dinger i Rother. Dinger, més confrontacional, preferia realitzar música més original i agressiva.
El següent projecte de Dinger va ser La Düsseldorf, que va formar amb el seu germà Thomas Dinger i amb Hans Lempe (van participar a Neu! 75, el darrer àlbum de Neu!). El grup també editaria tres àlbums fins a la seva separació, però va ser més reeixit comercialment. Dinger i Rother tornarien a treballar junts a mitjan anys 80 a Neu! 4, àlbum que va sortir al mercat prop de 10 anys després sense el permís de Rother, mentre que Dinger ho considera un llançament "semi-oficial" i no està satisfet amb el mateix.
Dinger també va editar el 1985 un àlbum solista titulat Néondian, sota el nom Klaus Dinger + Rheinita Bella Düsseldorf. En un principi l'àlbum anava a ser el quart de la Düsseldorf però va ser editat sota aquest nom per qüestions contractuals.
Durant els anys 90, Dinger va formar un altre projecte anomenat Die Engel Des Herrn, que va editar un àlbum. També va editar, entre 1996 i 1999, una sèrie d'àlbums amb una nova banda, La! Neu? (el nom de la qual fa referència a les seves bandes anteriors), amb el mateix segell japonès que va editar Neu! 4, Captain Trip.
Dinger va morir el 20 de març del 2008, quatre dies abans de complir els 62 anys, a causa d'una insuficiència cardíaca.

## Discografia

### ambKraftwerk
- 1970: Kraftwerk

### ambNeu!
- 1972: Neu!
- 1973: Neu! 2
- 1975: Neu! '75
- 1995: Neu! 4
- 1996: Neu! '72 Live!

### ambLa Düsseldorf
- 1976: La Düsseldorf
- 1978: Viva
- 1981: Individuellos

### solista (com "Klaus Dinger + Rheinita Bella Düsseldorf")
- Néondian (1985)

### amb Die Engel Des Herrn
- Die Engel Des Herrn (1992)
- Die Engel Des Herrn Live! (1995) (com Hippie Punks)

### amb La! Neu?
- 1998: Year of the Tiger
- Gold Regen (Gold Rain)